# Isabelle Stiepel
Isabelle Stiepel (Wuppertal, 25 luglio 1990) è un'ex sciatrice alpina tedesca.

## Biografia
Attiva in gare FIS dal novembre del 2005, la Stiepel esordì in Coppa Europa il 2 febbraio 2007 a Bischofswiesen in slalom speciale, senza completare la gara, e in Coppa del Mondo il 20 febbraio 2009 a Tarvisio in combinata (36ª); pochi giorni dopo, il 24 febbraio, ottenne nella medesima località in discesa libera la sua unica vittoria, nonché primo podio, in Coppa Europa.
Il 18 dicembre 2009 colse a Val-d'Isère in supercombinata il suo miglior piazzamento in Coppa del Mondo (12ª) e il 10 marzo 2010 conquistò, ancora a Tarvisio in discesa libera, l'ultimo podio in Coppa Europa (3ª); il 6 marzo 2011 disputò la sua ultima gara in Coppa del Mondo, il supergigante di Tarvisio che chiuse al 40º posto, e si ritirò al termine di quella stessa stagione 2010-2011, anche se in seguito prese ancora parte a una gara FIS nel marzo del 2013. Non prese parte a rassegne olimpiche o iridate.

## Palmarès

### Coppa del Mondo
- Miglior piazzamento in classifica generale: 99ª nel 2010

### Coppa Europa
- Miglior piazzamento in classifica generale: 27ª nel 2009
- 3 podi:
  - 1 vittoria
  - 2 terzi posti

#### Coppa Europa - vittorie
| Data             | Località | Paese  | Specialità |
| ---------------- | -------- | ------ | ---------- |
| 24 febbraio 2009 | Tarvisio | Italia | DH         |

Legenda:

DH = discesa libera

### Campionati tedeschi
- 6 medaglie:
  - 1 oro (discesa libera nel 2010)
  - 1 argento (discesa libera nel 2009)
  - 4 bronzi (discesa libera nel 2008; supergigante nel 2009; supercombinata nel 2010; discesa libera nel 2011)